# Phalansterium
Phalansterium é um género de organismos unicelulares que contém diversas espécies.
O género foi descrito por Cienkowski e publicado no ano de 1870.
Phalansterium produz tetrásporos.
Phalansterium é difícil de classificar; possui uma ultraestrutura distintiva do seu material pericentriolar. Evidência molecular coloca-o no reino Amoebozoa.
Tem sido sugerido que é semelhante ao eucariota ancestral.

## Espécies
De acordo com a base de dados AlgaeBase, possui uma espécie taxonomicamente aceite:
- Phalansterium intestinum Cienkowsky